# Леокарп ламкий
Леокарп ламкий (Leocarpus fragilis) — єдиний вид слизовиків роду леокарп з родини фізарові. Він є одним з найпоширеніших фізарових слизовиків, трапляється в багатьох регіонах Землі.

## Опис
Молодий плазмодій лимонно-жовтого забарвлення, пізніше жовтогарячий, утворює пінисту масу. Плодові тіла (спорангії) жовтуваті, при дозріванні темніють, довжиною 2-4 мм, вкриті блискучою крихкою оболонкою-перидієм. Спорангій усередині, утворений капіліцієм — тонкими нитками навколо скупчень вапнякових гранул.
Спори коричневі, вкриті бородавками, діаметром 11-16 мкм. Спорова маса чорна.
Вважається одним з найпростіших для визначення в польових умовах слизовиків.

## Середовище
Плазмодій часто займає великі площі в різних оселищах, зокрема на звалених мертвих стобурах дерев, грунтовій підстилці, корі живих дерев. Рідще трапляється на живих травах, сукулентах, мохах, лишайниках та на посліді травоїдних тварин.